# دوشیزه هاویشام
دوشیزه هاویشام یا میس هاویشام (انگلیسی: Miss Havisham) از شخصیت‌های مهم رمان آرزوهای بزرگ اثر چارلز دیکنز است. او پیردختری ثروتمند است که در عمارت ویرانه‌مانند خود به همراه استلا، دختری که به فرزندی قبول کرده، زندگی می‌کند. دیکنز در رمان او را «جادوگر محل» توصیف می‌کند.
خانم هاویشام اگرچه در بیشتر فیلم‌ها در هیبت یک عجوزه به‌تصویر کشیده شده است، اما از رمان دیکنز چنین برمی‌آید که او زنی میانسال در دهه پنجاه زندگی است؛ با وجود این به‌دلیل سپری کردن بیشتر عمر در عمارت به‌دور از نور آفتاب، ظاهرش چیزی میان یک مجسمهٔ مومیایی و اسکلتی با چشمان متحرک است. او به دلیل شکست عشقی در جوانی دچار فروپاشی روانی شده و با همان لباس عروسی و سفرهٔ عقد و کیکِ خورده‌نشدهٔ عروسی در عمارت خود جلوس کرده و ساعت‌ها را از حرکت بازایستانیده تا در لحظهٔ رسیدن نامهٔ خیانت‌آلود کامپیسون، کسی که به او وعدهٔ ازدواج داده بود باقی بماند. هاویشام سرشار از عشقی به نفرت تبدیل شده، از طریق استلا سعی می‌کند از مردها انتقام بگیرد. او به استلا می‌آموزد که با غرور و خونسردی قلب مردان را جریحه‌دار کند.
دست‌آخر خانم هاویشام در آتش‌سوزی عمارت می‌میرد و ثروتش را برای استلا به‌جا می‌گذارد.